# Jet Lag (sèrie de televisió)
Jet Lag és una comèdia de situació ideada per la companyia de T de Teatre i Cesc Gay sobre la vida quotidiana de cinc dones al voltant de la trentena. Fou emesa des del 2 d'octubre de 2001 fins a l'11 de juny de 2006 per TV3; posteriorment fou reemesa pel Canal 300, el 3XL i El 33. La sèrie està formada per 81 episodis d'uns 25 minuts de duració, dividits en sis temporades. Tingué com a guionistes Cesc Gay, Míriam Iscla, Joan Tharrats, Sergi Pompermayer, David Plana, Lluís Llort, Hector Lozano, Albert Espinosa, Victoria Szpunberg, Eva Mor, Roger Rubio i Roser Moreno.

## Argument
La Sílvia, la Carla i l'Esther comparteixen un pis a la Rambla. Totes tres treballen com a hostesses de vol per a una companyia aèria i es passen el dia amunt i avall volant per tot el planeta. L'Esther és l'única que té una relació més o menys estable. L'Andreu és la seva parella i sovint s'està al pis.
La Diana és la veïna. Viu a l'apartament del davant, porta per porta. La Diana no té feina, ni la vol. Està a l'atur. És vídua des de fa poc a causa d'un desgraciat accident domèstic del qual no s'ha de sentir responsable.
La Mariona és la germana petita de l'Esther. Després d'uns quants anys vivint a Madrid, i quan estava a punt de casar-se, ha tornat a Barcelona. La Mariona s'ha instal·lat provisionalment al sofà de la seva germana. De moment treballa al bar del Mario, on sovint es reuneixen totes.
Jet Lag retrata el món de cinc dones que ja han complert els trenta anys, des de la quotidianitat del seu dia a dia en una gran ciutat. Un retrat irònic i tendre de les dones i del seu món sentimental i íntim.

## Personatges
- Sílvia - Carme Pla: de professió hostessa de vol. De caràcter difícil, té mal geni i és una mica rondinaire. Amaga un gran cor i encara que intenti dissimular els seus sentiments, els té. És alternativa en tots els sentits i no està per punyetes.

- Esther - Marta Pérez: de professió hostessa de vol. De caràcter alegre, és extremadament sociable i intenta sempre conciliar les persones, encara que sigui fent la hipòcrita. És, també, força hipocondríaca i patidora. Té un nòvio de tota la vida i és clàssica perquè sí i punt.

- Mariona - Àgata Roca: de professió desconeguda, de moment treballa al bar del Mario. És la germana petita de l'Esther. És impulsiva, instintiva i no es pensa mai les coses dues vegades. Viu al dia. Encantadora i una mica innocent, res li fa por.

- Diana - Míriam Iscla: de professió «l'atur i pensió de viduïtat». És la veïna. Se li va morir el marit d'accident domèstic. Tant el seu pis com ella mateixa semblen ancorats en el passat. La Diana sembla que visqui a Mart i és el personatge més excèntric i surrealista de tots. Alhora, però, aquest caràcter li permet dir grans veritats. Mai no s'enfada i és optimista. Sempre busca feina, sempre ha de canviar la seva vida... Té un peix que es diu Toni.

- Carla - Mamen Duch: de professió hostessa de vol. Pija i frívola, juga amb els homes i es pren la vida com una gran festa. Li agrada anar a comprar, jugar a tennis i vestir bé. Es creu una dona superinteressant i, en certa manera, ho és. Necessita les seves amigues encara que no sempre ho demostri. És orgullosa i competitiva i li agrada estar al dia.

- Andreu - Albert Ribalta: és el nòvio de l'Esther. Un sòmines, un poca-solta i, a la vegada, un home dòcil i pacient amb pinta de llenyataire. No té pares i es dedica a vendre cotxes com a comercial de pacotilla. Li agrada el futbol, les samarretes imperi i el purets de Cuba. A la seva nòvia, se l'estima de veritat.

- Mario - Xavi Mira: l'amo del bar. Un jove simpàtic, encantador, enamoradís i que abans d'aquesta feina podria haver estat cantant de boleros o fins i tot perruquer.